# Stretto di Menai
Lo stretto di Menai (in gallese Afon Menai) è un braccio di mare che separa l'isola di Ynys Môn dalla costa nord-occidentale del Galles.
Lo stretto è lungo circa 22,5 km e ha una ampiezza che va dai 180 ai 1.100 metri e raggiunge una profondità di 15 metri. Le maree alle due estremità dello stretto causano le forti correnti che possono raggiungere i 7 nodi e che in orari differenti ed in entrambi i sensi rendono difficile la navigazione. Uno dei punti più pericolosi per la navigazione è compreso tra i due ponti che scavalcano lo stretto ed è qui che affondò la nave scuola HMS Conway nel 1953.
Nello stretto affiora l'isoletta di Ynys Gored Goch. I principali centri abitati di Anglesey che si affacciano sullo stretto sono Beaumaris (posta all'imbocco nord-orientale) e Menai Bridge, posta in corrispondenza del ponte stradale. Sulla costa opposta sono situate Bangor, Caernarfon e Y Felinheli.

## Ponti

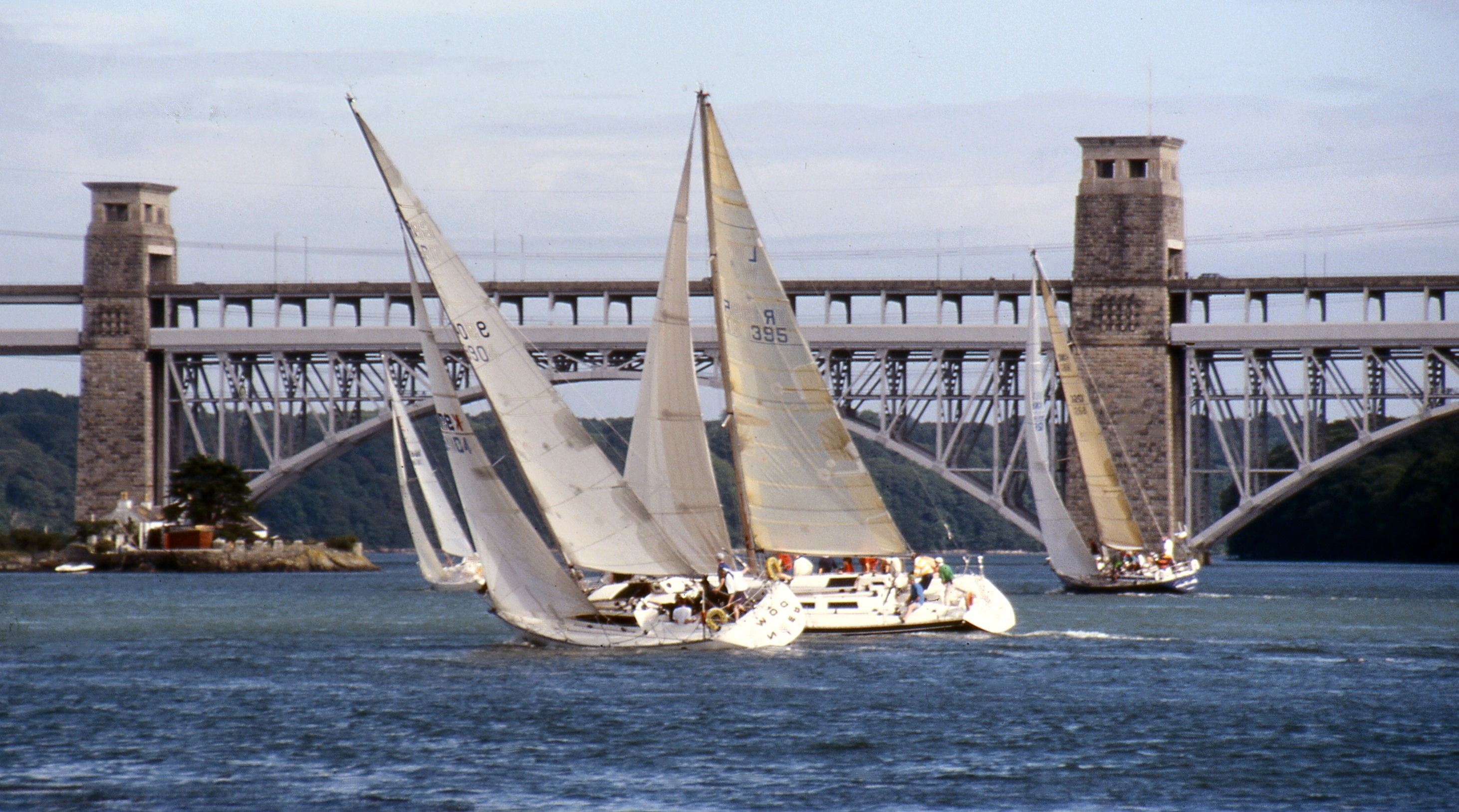
il Britannia Bridge

L'attraversamento dello stretto è sempre stato problematico per le particolari condizioni ambientali. Nel 1785 una imbarcazione rimase bloccata da un banco di sabbia e nelle ore successive con la marea alta persero la vita 54 persone rimaste bloccate.
Nel XIX secolo furono costruiti due ponti che scavalcarono lo stretto per la prima volta rendendo finalmente più facile l'accesso a Anglesey.
Il ponte stradale di 1,6 km di lunghezza fu progettato dall'ingegnere Thomas Telford e inaugurato nel 1826. È considerato il più antico ponte sospeso a struttura metallica al mondo ancora esistente. Il ponte ferroviario Britannia Bridge fu progettato da Robert Stephenson e inaugurato nel 1850. Il ponte fu duramente danneggiato da un incendio nel 1970 ed è stato ricostruito e nel 1980 è stato riaperto al traffico.

## Ecologia

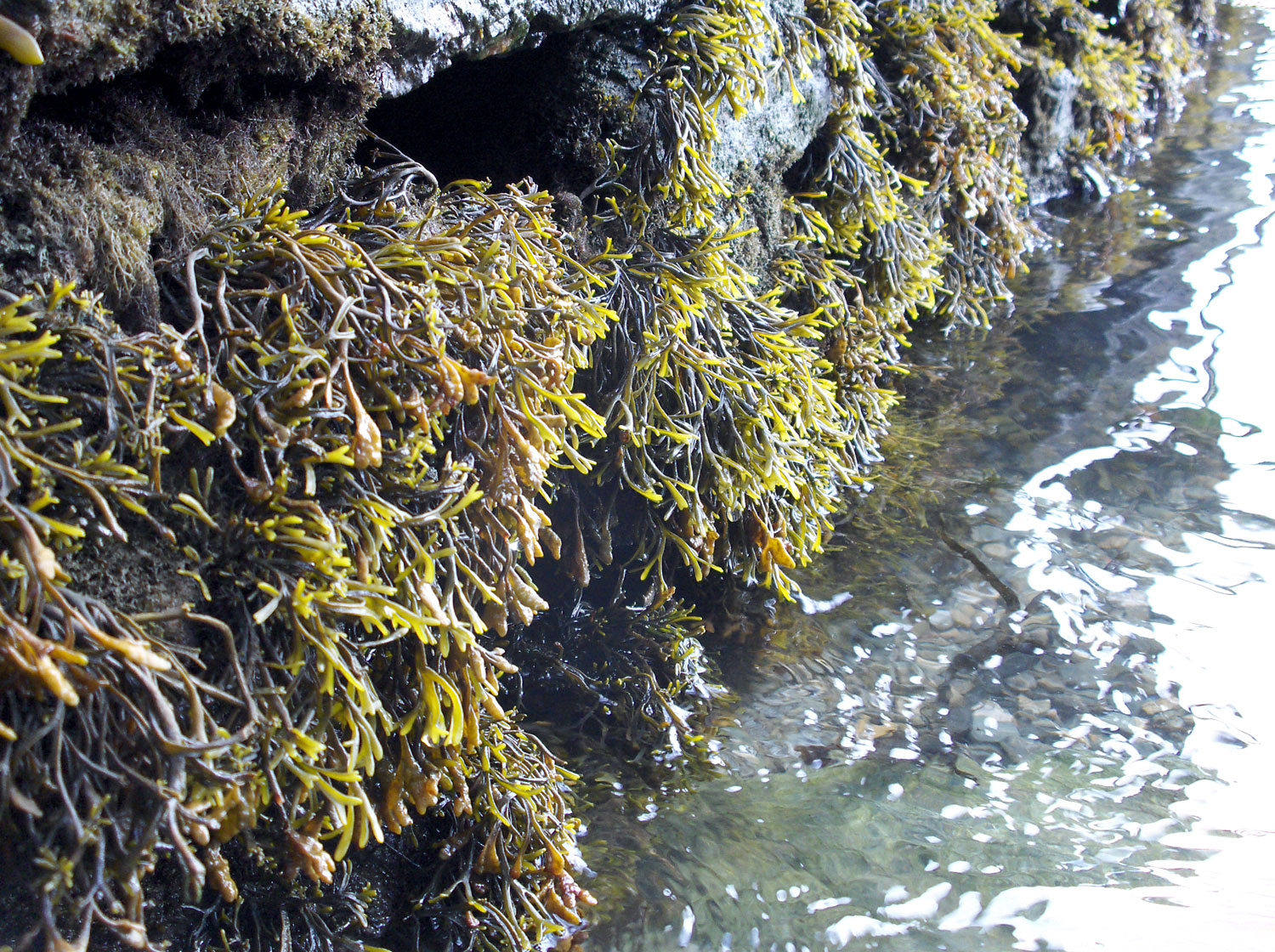
Pelvetia canaliculata che cresce sulle sponde dello stretto

Le particolari condizioni ambientali causate dalle maree rendono l'ecosistema dello stretto unico. Lo stretto è ricco di porifere e la costa di Anglesey che costeggia lo stretto e la costa orientale sono state dichiarate Area di straordinaria bellezza naturale (AONB).
Sull'isoletta di Ynys Gored Goch esisteva una colonia di rondini di mare ma non sono stati registrati avvistamenti negli ultimi anni.
Per preservare l'habitat dell'area dello stretto è stata proposta la creazione di una riserva marina.
A Menai Bridge ha sede la Facoltà di Scienze Oceaniche dell'Università del Galles.

## Curiosità
Diverse navi affondarono nello stretto. Il 5 dicembre 1664 perirono 81 passeggeri ma ne sopravvisse uno solo di nome Hugh Williams. Il 5 dicembre 1785 affondò un'altra imbarcazione ed anche in questo caso l'unico superstite si chiamava Hugh Williams. Infine il 5 agosto 1820 in un naufragio perirono 24 persone e si salvò solo una persona di nome... Hugh Williams.